# Platycleis escalerai
Platycleis escalerai är en insektsart som beskrevs av Bolívar, I. 1899. Platycleis escalerai ingår i släktet Platycleis och familjen vårtbitare.

## Underarter
Arten delas in i följande underarter:
- P. e. iranica
- P. e. escalerai